# Nienberger Bach
Der Nienberger Bach – im Oberlauf auch Hagelbach genannt – ist ein kleiner Bach im Norden der westfälischen Stadt Münster. Er entspringt unmittelbar nördlich des Stadtteils Nienberge und fließt dann in Richtung Osten. Dabei unterquert er die Autobahn 1 und fließt dann nördlich an Kinderhaus vorbei. Auf Höhe der Kreuzung der Bundesstraße 219 mit dem Max-Clemens-Kanal mündet der Nienberger Bach in den Kinderbach.